# Pałac w Trzebnicy
Pałac w Trzebnicy – wybudowany w XIX w. w Trzebnicy.

## Położenie
Pałac położony jest w mieście, w województwie dolnośląskim, w powiecie trzebnickim, we wschodniej części Wzgórz Trzebnickich.

## Historia
Obiekt jest częścią zespołu pałacowego, w skład którego wchodzi jeszcze ogród.